# Popillia hirtypyga
Popillia hirtypyga är en skalbaggsart som beskrevs av Lin 1987. Popillia hirtypyga ingår i släktet Popillia och familjen Rutelidae. Inga underarter finns listade i Catalogue of Life.